# Címerköltő
A címerköltő (heroldköltő) eredetileg olyan herold volt, aki körülbelül a 13. század végétől, a címerek viselőiről írt verset és szakszerű módon írta le magát a címert is. 
Ezt a leírást, mely az akkoriban kifejlődő heraldikai nevezéktant használta, blasonnak nevezzük, mely egyébként egy francia eredetű irodalmi műfajt is takar. A blason a címer motívumainak allegorikus magyarázata, külön hangsúllyal a címerállatokra vonatkozóan.
A heroldköltészet vagy címerköltészet didaktikus költői műfaj a 13-15. századi lovagi költészetben. A címermagyarázó monda egyik költői válfaja, mely rokon az embléma műfajával. A címerviselő tetteit gyakran eltúlzott, dagályos formában írta le és külön hangsúlyozta a lovag bőkezűségét. A címerversek mindenekelőtt a lovagok külső leírásával foglalkoztak, nagy súlyt fektettek a lovagi tornákon résztvevők fegyverzetének és címerének részletes költői leírására. Ezért a heraldika számára is fontos forrást jelentenek. A költemények tartalma a címerek értelmezése volt, melyhez gyakran csatolták a főúr családjának genealógiáját. 
Nem minden címerköltő volt herold a foglalkozását tekintve. A címerversek alkalmi költemények voltak. Témájuk egy-egy lovagi torna, csata vagy jeles személy. Az első címerversek már 12-13. század udvari nagyepikájában megjelentek, mint Wolfram von Eschenbach, Konrad von Würzburg Turnier von Nantes (1257 u.) és Hirzelin Schlacht bei Göllheim című műve. A 14. században egyik fő képviselője Gelre (1339-től a von Geldern hercegek heroldja).  
A műfaj főleg Németországban és Ausztriában volt divatos, de a francia blasonok között is vannak heraldikai témájúak. Fő képviselője Peter Suchenwirt. Az ő előfutárai közé olyan híres írók sorolhatók, mint Wolfram von Eschenbach, Ulrich von Lichtenstein (Frauendienst) és a már említett Konrad von Wuerzburg. Maga Suchenwirt közvetlen hatást gyakorolt Hugo von Monfortra. 
Peter Suchenwirt Nagy Lajos 1345-ös litvániai hadjáratáról leírja, hogy: Poroszországban "két király harcolt sok magyar és cseh vitézzel, sok hőssel, fejedelemmel, gróffal báróval, akiknek nevét zengik a heraldok, címerköltők és a sereget követő alakosok…"
Ekkoriban tehát heroldok, címerköltők és alakosok (mulattatók) foglalkoztak a címerekkel Magyarországon is.   
Tágabb értelemben ide sorolható minden olyan mű, mely a címerekkel foglalkozik, mint például Horneck Ottokár színes krónikája. Conrad von Mure ugyancsak rímpárokkal írta le a címereket, melyek között a magyar királyé is megtalálható. Gelre herold versben és képben is megörökítette Nagy Lajos király címerét. Zsámboki János, Emblemata című művében verset közölt Nagyszombat címeréről. Trencsén város címeréről 1588-ban Máder Valerián, humanista értelmiségi írt verset. A Lorántffy család címerét egy 17. századi költő latinul és magyarul is megénekelte.  
Az eredeti latin vers a Lorántffy család címeréről:    
Consilio propriae, belloque insignia genti,

Clara Lorandfiadum sumsit honore domus.

Quippe viret foliis sine sed radice duobus

Truncus, qui tiliae creditur esse sacrae.

Regalique coronatur diademate cassis,

Haec sunt sive sagi stemmata sive togae,

Eniteat seu Marte lubet seu pace quieta,

Eniteat truncus pluribus ille comis.
Oswald Plotchius 1608-ban verses krónikájában értelmezte Besztercebánya vörössel és ezüsttel vágott címerét. A pólyákban a város határában található négy folyót látta. A vörös szín szerinte a szerencsétlenséget, a fehér a vigaszt, a pajzstartó angyal az isteni gondviselést, a sasok (Plotchiusnál sólymok) minden őrzőjét jelképezik.
Ihr Insigll sind vier zug roth

Zu weise farb gestzt ohn schpot

Bedeiten tuhn die Wasser vur

Welche fliesen bey der Stadt für

Grann, Bistricz, Senicz undt Udurna

Befliessen jetzt die hattarten da

Die rothe farb das Kreutz bedeit

Die Weise den Trost nach dem Leidt

Der Engel se denn schildt halt fein

Göttlichen schutz durch die Engelein

Die falckchen das man hab scharf acht

Auf alls tuhn und das selb betracht.
Kálnoky Sámuel 1702-ben folytatásban adta ki Pethő Gergely Krónikáját, melynek címlapján címere látható, alatta – Nagy Iván szerint – az alábbi „izetlen” vers áll:
Czimereden lévő vadak piros vérrel

Ékesek, s vitéz láb, kemény nyil lövéssel.

Az griff és pellikán kegyelmes uradhoz

Jegyzik hűségedet, és Magyar hazádhoz.

Bánffi, Bethlen, Béldi, Lázár s Petki nemmel,

Kálnoki ős névvel te dicskedhetel.
A címer fölött a következő jelszó áll: „Nec timide, nec tumide”.

## Lásd még
- Színjelölési módszer